# Eschbach (Sülz)
Der Eschbach durchfließt das gleichnamige Tal bei Bergisch Gladbach in einer Länge von ca. 2 km und mündet in der Sülz.

## Geschichte

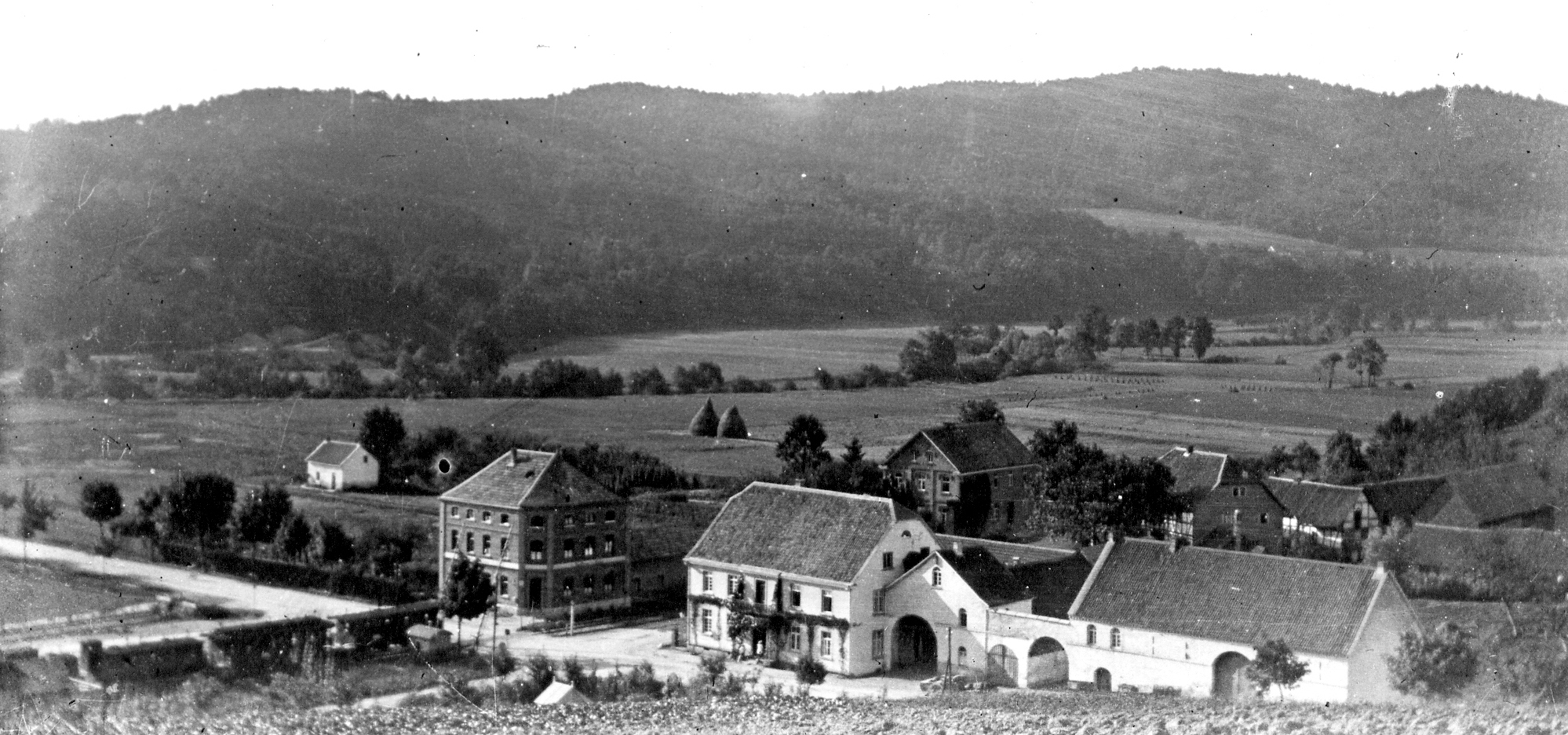
Eschbacher Mühle um 1892.

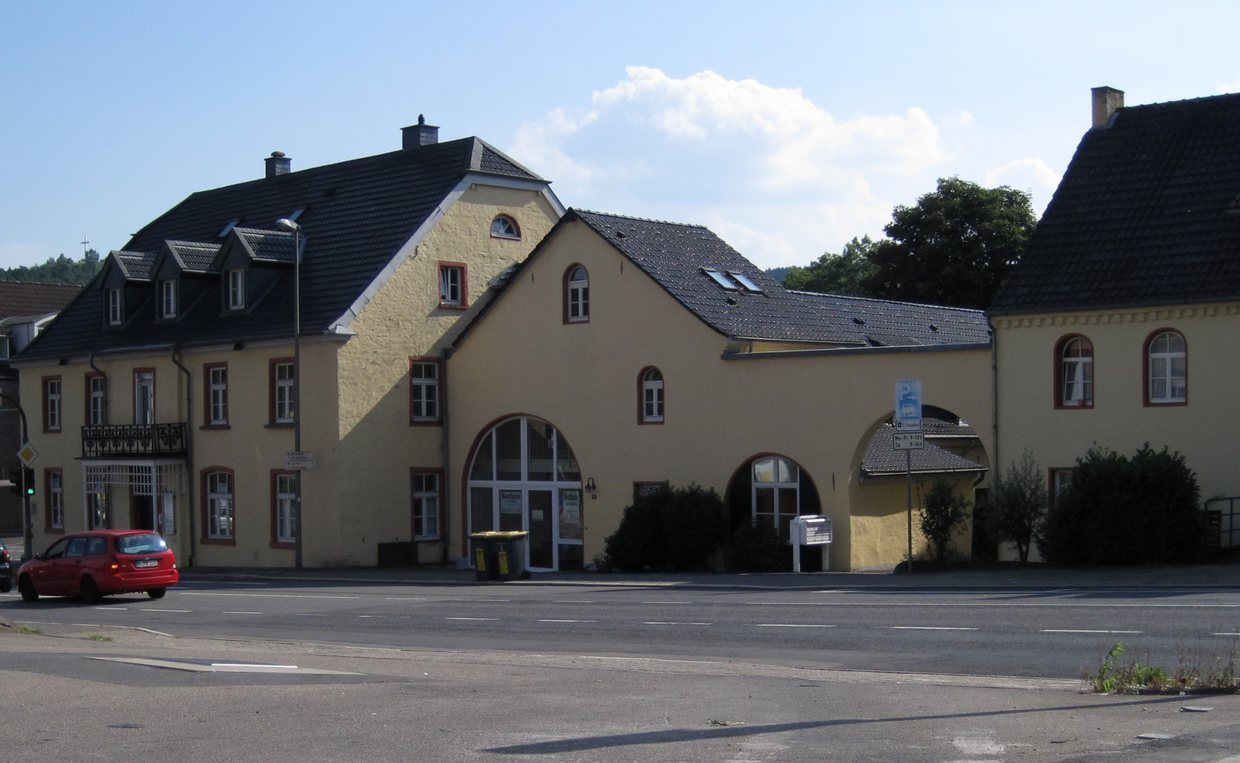
Eschbacher Mühle 2013, ein Wohnhaus.

Das Quellgebiet des Eschbachs liegt in der Umgebung der Grube Weiß. Der Weg entlang des Bachs, die ehemalige Bundesstraße 55, verband um 1800 die Orte Bensberg und Overath miteinander. Hier fließt der Eschbach durch die Ortschaften Obereschbach und Mitteleschbach. In Untereschbach wurde die Eschbacher Mühle vom Wasser des Eschbachs angetrieben.

## Einzugsgebiet
Das  Einzugsgebiet des Eschbachs grenzt
- im Osten an das des Oberaueler Bachs,
- im Norden an das des Milchbornbachs,
- im Nordwesten an das des Saaler Mühlenbachs,
- im Westen an das des Böttcherbachs, des Wahlbachs sowie eines weiteren, namenlosen Zufluss des Flehbachs,
- im Süden an das der Sülz sowie eines namenlosen Zuflusses der Sülz.

## Bergbau
Nordöstlich von Obereschbach erstreckt sich das Betriebsgelände der Grube Weiß mit mehreren Klärteichen, die sich bis an die Straße, die nach Untereschbach führt, nach Südwesten ausdehnen. In der Nacht vom 15. auf den 16. August 1932 brach der Damm des unteren Klärteiches. An dieser Stelle befindet sich heute der Bauhof der Stadt Bergisch Gladbach. Eine verheerende Katastrophe bahnte sich um Mitternacht den Weg durch das Eschbachtal. Ein fürchterliches Grollen „wie Donner“ begleitete die Schlammmassen auf ihrem Weg das Tal hinab. Gebäude wurden beschädigt oder zerstört. Kühe, Schweine, Hühner und sonstige Haustiere erstickten in der Schlammflut. Wertvolles Acker- und Wiesenland wurde auf Jahrzehnte hinaus unbrauchbar gemacht, so dass die schlimmen Folgen bis heute sichtbar sind.
Eine Analyse aus dem Jahr 2012 (Signifikante Belastungsquellen des Erzbergbaus und mögliche Maßnahmen im Rahmen der Bewirtschaftungsplanung NRW) weist noch immer massive Verunreinigungen mit Cadmium, Nickel, Zink, Kobalt und Silber auf, die auch die Sülz belasten.